# Kegnæs Fyr
Kegnæs Fyr (dänisch für: Leuchtturm Kegnæs) ist ein Leuchtturm auf der dänischen Ostseeinsel Alsen in Süderjütland. 
Der Turm ist gelb getüncht und dient bis heute der Navigation im Kleinen Belt, insbesondere zur Ein- und Ausfahrt in die Flensburger Förde.

## Genaue Lage
Er befindet sich im Süden der Insel auf deren Halbinsel Kegnæs (dt. Kekenis) auf dem Gebiet der Kommune Sønderborg, Region Syddanmark. Die genaue Position lautet 54° 51′ 10,8″ N, 9° 59′ 15,6″ O und Oc.WRG.5s die Kennung.

## Geschichte
Ein erster Leuchtturm auf Kegnæs wurde 1845 errichtet. 1896 wurde dieser Leuchtturm durch den größeren, heutigen Leuchtturm ersetzt. Der Leuchtturm von Kegnæs war zu dieser Zeit der einzige Leuchtturm im Flensburger Raum. Als zum Ende des 19. Jahrhunderts vermehrt Marineeinheiten nach Flensburg verlegt und schließlich Anfang des 20. Jahrhunderts die Marinestationen in Flensburg-Mürwik und Sonderborg aufgebaut wurden, wurden zeitgleich mehrere Leuchttürme entlang der Flensburger Förde errichtet. Der militärische Ausbau könnte also bei der Entscheidung die Leuchttürme zu errichten eine Rolle gespielt haben.
Nach der Volksabstimmung in Schleswig im Jahr 1920, wurde der Leuchtturm der dänischen Verwaltung übergeben. Während des Zweiten Weltkrieges, seit dem Jahr 1940 bis zum Kriegsende, waren beim Leuchtturm deutsche Soldaten stationiert.